# The Grass Roots
The Grass Roots son una banda de rock estadounidense originalmente creada por el productor Lou Adler junto al dúo de compositores P. F. Sloan y Steve Barri. A lo largo de su carrera han conseguido dos discos de oro y han logrado posicionar en las listas de éxitos veintiún sencillos. Las ventas de sus discos superan las 20 millones de copias en todo el mundo.

## Historia

### Inicios
Con el nombre de "Grass Roots" se fundó a mediados de la década de los 60 el proyecto musical del dúo de compositores formado por P. F. Sloan y Steve Barri. Sloan y Barri habían escrito numerosas canciones para la compañía discográfica Dunhill Records, propiedad de Lou Adler). Uno de estos temas, "Where Were You When I Needed You", había sido grabado por los propios compositores, actuando Sloan como guitarrista y vocalista, Larry Knechtel al teclado, Joe Osborn al bajo y Bones Howe en la batería. La canción fue publicada y presentada en numerosas emisoras de radio del Área de la Bahía de San Francisco, utilizando el nombre de "The Grass Roots" para denominar a la banda. Animados por el moderado interés despertado en torno a la banda, Sloan y Barri comenzaron la búsqueda de un grupo que quisiera adoptar el nombre y cantar sus temas. De esta manera dieron con una banda que acababa de ganar un concurso de talentos en una feria en San Mateo, California. El tema "Where Were You When I Needed You" fue regrabado por el vocalista principal de la banda, Willie Fulton, que más tarde  formaría parte del grupo de soul Tower of Power. A finales de 1965, the Grass Roots lanzaron su primer airplay oficial en varias emisoras del Sur de California, una versión del tema de Bob Dylan, "Mr. Jones (Ballad of a Thin Man)".
La banda también fue utilizada por Dunhill Records para acompañar a artistas como The Mamas & the Papas y Barry McGuire. También actuaron como banda residente del club The Trip en Hollywood. La relación con Sloan y Barri se rompió cuando el grupo exigió más espacio para sus propias composiciones, más orientadas hacia el blues rock. Willie Fulton (guitarra y vocalista), Denny Ellis (guitarra) y David Stensen (bajo) regresaron a San Francisco donde contiunaron usando el nombre de Grass Roots a pesar de la oposición de Dunhill.

### Éxito comercial
Sloan y Barri continuaron buscando un nuevo grupo que adoptara la identidad de The Grass Roots y finalmente encontraron una banda de Los Ángeles que había sido formanda tan solo un año antes llamada The 13th Floor (no confundir con the 13th Floor Elevators) integrada por Creed Bratton (voz y guitarra), Rick Coonce (batería), Warren Entner (teclados) y Kenny Fukomoto (bajo). Entner había sido compañero de estudios en UCLA de los futuros integrantes de The Doors, Jim Morrison y Ray Manzarek, había conocido a Creed Bratton en Israel tras pasar un tiempo recorriendo Europa como músico callejero. A su regreso a Los Ángeles, ambos músicos decidieron formar una banda, grabaron una maqueta y la enviaron a Dunhill Records.
La banda tuvo su primer éxito como The Grass Roots durante el verano de 1967 con el tema "Let's Live for Today", versión en inglés de la canción "Piangi con me",de la banda italiana The Rokes. "Let's Live for Today" vendió más de un millón de copias y fue certificado disco de oro. Con Rob Grill como vocalista, grabaron la tercera versión del tema "Where Were You When I Needed You." A finales del año 1967, la banda publicó el álbumFeelings, con composiciones mayoritariamente creadas por miembros del grupo, que no obtuvo el éxito esperado, motivo por el cual Steve Barri decidió ponerse al frente de la dirección de la banda y darles un nuevo rumbo musical acercándolos al R&B.
En octubre de 1968, The Grass Roots presentaron en el San Francisco Pop Festival el tema "Midnight Confessions", que contó con la colaboración en el bajo de Carol Kaye.) El sencillo alcanzó el número 5 de las listas de éxitos. Creed Bratton abandonó la banda en abril de 1969 tras un desastroso concierto en el Fillmore West, frutrado por la negativa de Dunhill Records a incorporar sus composiciones y por no poder tocar los instrumentos en las grabaciones (la banda solo tocaba en sus apariciones en directo). Fue reemplazado en los teclados y la voz por Dennis Provisor. También se incorporó a la formación el guitarrista Terry Furlong. The Grass Roots, participaron con sus nuevos miembros en el Newport Pop Festival de 1969 en Devonshire Downs. Durante los siguientes años la banda sufrió numerosos cambios de personal.
Los mayores éxitos de la banda se produjeron en el periodo comprendido entre 1967 y 1972, e incluyeron temas como: "Let's Live for Today" (U.S. #8) y "Things I Should Have Said" (U.S. #23) (1967); "Midnight Confessions" (U.S. #5, su mejor posición en las listas) (1968); "Bella Linda" (U.S. #28), "Lovin' Things" (U.S. #49), "The River Is Wide" (U.S. #31), "I'd Wait a Million Years" (U.S. #15) y "Heaven Knows" (U.S. #24) (1969); "Walking Through the Country" (U.S. #44), y "Baby Hold On" (U.S. #35) (1970); "Temptation Eyes" (#15), "Sooner or Later" (U.S. #9) y "Two Divided by Love" (U.S. #16) (1971); "Glory Bound" (U.S. #34) y "The Runway" (U.S. #39) (1972).
A comienzos de 1974, The Grass Roots abandonaron Dunhill Records, en ese momento propiedad ya de ABC Records. Warren Entner uno de los miembros más veteranos de la banda, dejó la formación. Posteriormente se convirtió en un exitoso mánager de bandas como Rage Against the Machine y Quiet Riot.

### Años posteriores
En 1976 publicaron el sencillo "Out In The Open" último tema de éxito de la banda. En los años siguientes publicaron varios recopitarorios de grandes éxitos y se sucedieron los cambios en la formación. Rob Grill, dueño del nombre, era el único miembro que permanecía en la banda desde 1967. En octubre de 1979 aparecieron en el programa especial de televisión de la HBO, "60's Rock Scrapbook", rodado en parque de atracciones Six Flags Magic Mountain en Valencia, California. Ese mismo año, Grill comenzó su carrera en solitario, publicando el álbum Uprooted, que contó con la colaboración de Lindsey Buckingham, Mick Fleetwood y John McVie de Fleetwood Mac en el tema "Rock Sugar". Grill realizó una gira en 1979–1980 acompañando como telonero a Fleetwood Mac.
En la década de los 80, el interés por las bandas de los 60, hizo que Grill reuniera a algunos de los músicos habituales de las últimas formaciones de The Grass Roots (Dennis Provisor y Glen Shulfer), junto a nuevas incorporaciones (Steve Berendt y Luke Meurett) y retomara la banda para emprender una gira por Estados Unidos y Japón. En 1982 lanzaron el último álbum con nuevo material de la banda, Powers of the Night con MCA Records. Ese mismo año participaron en un concierto en el National Mall de Washington D. C., con motivo de la celebración de día de la independencia de Estados Unidos, actuando ante más de medio millón de espectadores.
A mediados de los 80 participaron en la gira Happy Together 85 que reunió a varios grupos de los años 60, como The Turtles, The Buckinghams y Gary Lewis & the Playboys. En 1986 y 1987 repetirían junto a The Monkees, Gary Puckett y Herman's Hermits. 
En enero de 1999, The Grass Roots participaron en el 35 aniversario del mítico club nocturno Whisky a Go Go en Los Ángeles, junto a artistas como Johnny Rivers, Nancy Sinatra o Robby Krieger.
En 2000, Grill publicó un álbum en directo de The Grass Roots live titulado Live at Last, seguido en 2001 de otro álbum recopilatorio de éxitos acompañado por un cuarteto de cuerda titulado Symphonic Hits.
Durante los veranos de 2010 y 2011, the Grass Roots realizaron una extensa gira por Estados Unidos como parte del espectáculo Happy Together: 25th Anniversary Tour, junto a Flo & Eddie de The Turtles, Mark Lindsay, The Buckinghams y Micky Dolenz. Grill continuó liderando la banda hasta su fallecimiento el 11 de julio de 2011.
En diciembre de 2015, fueron incluidos en el Salón de la Fama de la música Pop junto a Barbra Streisand, Barry Manilow, Neil Sedaka, The Association, The Lettermen, Paul Revere & the Raiders, The Temptations y Three Dog Night.
En 2016, The Grass Roots formaron parte del Flower Power Cruise junto a Peter Asher, Blood, Sweat & Tears, Felix Cavaliere, Micky Dolenz, The Guess Who, Peter Noone, Jefferson Starship, Mark Lindsay, Gary Puckett & The Union Gap, The Turtles y Christian Nesmith.

## Miembros de la banda

### Actuales
- Mark Dawson — voz, bajo (2008–presente)
- Dusty Hanvey — guitarra (1984–presente)
- Larry Nelson — teclados (1984–presente)
- Joe Dougherty — batería (1989–presente)

### Antiguos
- Steve Barri – Coros, varios instrumentos, compositor y productor (1965–73)
- P.F. Sloan – vocalista, guitarra, compositor y productor (1965–67; fallecido en 2015)
- Joel Larson – batería (1965–66, 1972–79, 1981)
- Denny Ellis – guitarra (1965–66)
- Willie Fulton – voz, guitarra (1965–66)
- David Stensen – bajo (1965–66)
- Rob Grill – voz, bajo, compositor (1967–77, 1980–2011; fallecido en 2011)
- Warren Entner – voz, teclados, guitarra rítmica, compositor (1967–74)
- Rick Coonce – batería (1967–72, 1981–82; fallecido en 2011)
- Creed Bratton – guitarra y voz (1967–69)
- Dennis Provisor – voz y teclados (1969–72, 1974–77, 1980–81)
- Terry Furlong – guitarra (1969–71, 1974)
- Brian Naughton – guitarra (1971–72)
- Virgil Weber – teclados (1972–74)
- Reed Kailing – guitarra y voz (1972–74)
- Joe Pollard – batería (1972)
- Terry – guitarra (1972)
- Gene Barkin – guitarra (1974)
- Reggie Knighton – guitarra (1974–76)
- Alan Deane – guitarra (1976–77)
- Glen Shulfer – guitarra (1977, 1980–81)
- Brian Carlyss – bajo (1977–78, 1979–80; fallecido en 2007)
- Mark Miller – guitarra y voz (1977–78, 1981)
- Lonnie Price – teclados y voz (1977–78)
- Randy Ruff – órgano (1977–78)
- Steve Harris - bajo (1977–78)
- Scott Hoyt – guitarra y voz (1978–80)
- Gene Wall – teclados (1978–80)
- Dave Nagy – bajo (1978–79)
- Reagan McKinley – batería (1979–80)
- Steve Berendt – bajo (1980–81)
- Luke Meurett – batería (1980–81)
- Terry Oubre – guitarra (1982–84)
- Ralph Gilmore – batería(1982–84)
- Charles Judge – teclados (1982–84)
- Bob Luna – teclados (fill in-1982)
- Coy Fuller – batería (1984)
- George Spellman – guitarra (1984)
- Dave Rodgers – teclados (1984)
- David Page – batería (1984–90)
- Terry Danauer – bajo (1987–92)
- Robbie Barker – teclados (1987)
- Michael Lewis – teclados (1987)
- Mark Tamorsky – guitarra (1987)
- Michael Stec– bajo (1992–93)
- Scott Sechman – guitarra (1998)
- Chris Merrell – guitarra (2000–03, 2006)
- Hal Ratliff – teclados (2000–presente)
- Sonny Geraci – voz (2002; fallecido en 2017)

## Discografía
- Where Were You When I Needed You, 	 1966
- Let's Live for Today, 1967
- Feelings,	1968
- Lovin' Things, 1969
- More Golden Grass,	1970
- Move Along,1972
- Alotta' Mileage, 	1973
- Self Titled, 1975
- Powers of the Night, 1982
- Live Gold, 2008